# شهرستان بوخنگا
شهرستان بوخنگا (به لهستانی: Powiat Bochnia) یک شهرستان در لهستان است که در استان لهستان کوچک‌تر واقع شده‌است. شهرستان بوخنگا ۶۴۹٫۲۸ کیلومتر مربع مساحت و ۱۰۰٬۳۸۲ نفر جمعیت دارد.